# YU zlato
YU zlato je kompilacijski album srpske rok grupe YU grupa. Izdat je 1976. godine i sadrži pesme koje su nastale u razdoblju od 1971. do 1976.
Album je 1998. zauzeo 57. mesto na popisu 100 najvećih jugoslovenskih rok i pop albuma u knjizi YU 100: najbolji albumi jugoslovenske rok i pop muzike (YU 100: najbolji albumi jugoslovenske pop i rok muzike). Najpoznatiji hitovi grupe poput Kosovskih božura, Bio jedan pas i None su našli mesto na albumu, a prethodno su izdati kao singlovi.

## Spisak pesama
1. Nona – 5:39
2. Kosovski božuri – 4:45
3. Sama – 4:10
4. Čudna šuma – 3:43
5. Bio jedan pas – 3:13
6. Tatica – 4:03
7. Šta će meni vatra – 4:33
8. U tami disko kluba – 4:09
9. Crni leptir – 3:53
10. Živi pesak – 4:53

## Postava benda
- Dragi Jelić – gitara, vokal
- Žika Jelić – bas gitara, vokal
- Miodrag Okrugić – orgulje
- Velibor Bogdanović – bubnjevi
- Miodrag Bata Kostić – gitara
- Ratislav Đelmaš – bubnjevi

## Spoljašnje veze
- Istorija YU grupe
- EX YU ROCK enciklopedija 1960-2006. ISBN 978-86-905317-1- Проверите вредност параметра |isbn=: length (помоћ)., Petar Janjatović.